# RÁK Antenna Gyártó Kft.
A RÁK Antenna Kft.-t 1968-ban alapította Rajnai Árpád. A mai napig családi kézben lévő vállalkozás autóantennák gyártásával alapozta meg hírnevét, de a több mint 50 éves fennállásuk óta tevékenységi körük nagyban kibővült.
A komlói gyárban a tervezéstől a fröccsöntésen és alkatrész festésen át az összeszerelésig a műanyag termék gyártás teljes folyamata megtalálható. 2015-től kezdve pedig már saját fejlesztésű környezetbarát biológiailag lebontható PLA alapanyagok forgalmazásával is foglalkoznak.

## Nevük jelentése
A cég nevében a RÁK nem a tengeri állatot, hanem egy mozaikszót takar, mely a Rajnai Árpád Komló szavakból áll össze. Az antenna a cég korábbi fő profiljára az autóantenna gyártásra utal.

## Cég történetének jelentősebb mérföldkövei
- 1968-ban magánvállalkozói formában kezdte az eredeti vállalkozást Rajnai Árpád.
- 1980 óta gyártanak autó-felszerelési cikkeket.
- 1997-ben jogutódként átalakultak Korlátolt Felelősségű Társasággá.
- 1992 óta autóipari beszállítók.
- 2008-ban európai uniós támogatás segítségével létrehozták festőüzemüket.
- 2015-ben vágtak bele új kutatási projektjükbe, melynek célja biológiailag lebontható, magas minőségű PLA műanyagok fejlesztése.

## Tevékenységük
- műanyag fröccsöntés
- alkatrészek festése, lakkozása
- tamponnyomása
- ultrahangos hegesztés
- alkatrészek összeszerelése
- termékfejlesztés, tervezés
- szerszámtervezés
- szerszámgyártás, koordinálás
- műanyag habosítás CO2,{\displaystyle N_{2}} fröccsöntéssel ProFoam
- laboratóriumi vizsgálatok
- lebontható, komposztálható műanyag fejlesztés, gyártás
- WTP technológia
- ValVac vákuumszelep gyártás

## Fröccsöntés és festés
17 db műanyag fröccsöntő géppel rendelkeznek, köztük egy Arburg Profoam technológiájú géppel is mely műanyagok CO2, és N2 gázzal történő habosítására is alkalmas.
Felhasznált műanyag típusok:
PE, PP, PS, ABS, PA/ABS, PC, PC/ABS, PC/PBT, PA 6, PA 6.6, POM, PPS, PLA
A cég festőüzemében két robot dolgozik egyszerre egy időben. A festés zárt rendszerben, állandó tisztatérben történik. A festőüzem kialakításából adódik, hogy korlátlan festékréteg felvihető az alkatrészre a folyamatos festés megszakítása nélkül nedves-nedves rendszerben is.

## PLA alapú műanyagok gyártása
2015-ben kezdtek bele a biológiailag lebontható, politejsav más néven PLA alapú műanyagok gyártásába és fejlesztésébe.

## Díjak, elismerések
1992 óta három alkalommal nyerték el kimagasló teljesítményükért a Magyar Suzuki Zrt.-nél “Az év beszállítója” címet, és egyszer a “Kaizen” díjjal jutalmazták, kimagasló költségcsökkentési tevékenységüket.